# Edgar Saltus
Edgar Evertson Saltus (8 de octubre de 1855-31 de julio de 1921) fue un escritor norteamericano conocido por su prosa altamente refinada. Sus trabajos reflejaban un paralelismo con autores decadentistas europeos como Joris-Karl Huysmans, Gabriele D'Annunzio y Oscar Wilde.
Edgar Saltus nació en Ciudad de Nueva York el 8 de octubre de 1855, hijo de Francis Henry Saltus y su segunda mujer, Eliza Evertson, ambos de ascendencia holandesa. Estudió en St. Paul en Concord, Nuevo Hampshire. Después de dos semestres en la Universidad de Yale , Saltus ingresó en al Escuela de Leyes de Columbia en 1878,  graduándose en derecho en 1880.
Escribió dos libros de filosofía: La Filosofía de Desencanto (1885) centrado en el pesimismo y, en particular, en la filosofía de Schopenhauer y Eduard von Hartmann : 26–30 ,  mientras que La anatomía de la negación intentaba "transmitir un cuadro del antiteísmo desde Kapila a Leconte de Lisle".
Tras una experiencia de conversión, el otrora antiteísta y pesimista atribuyó a Ralph Waldo Emerson el haber transformado sus puntos de vista. En una columna de Collier's de 1896, escribió: "Empecé a ver, y lo que para mí era aún más maravilloso, empecé a pensar" Con el tiempo, se hizo miembro de la Sociedad Teosófica,  una organización que estudiaba, sintetizaba y experimentaba con los conceptos y prácticas más esotéricos de las religiones del mundo.
Saltus se casó tres veces. Se casó por primera vez con Helen Sturgis Read, en 1883 (se divorció en 1891). En la iglesia de la Embajada de Inglaterra en París, se casó en 1895 con Elsie Welch Smith (separada, 1901; fallecida, 1911). Y se casó con su tercera esposa, la escritora Marie Flores Giles, en 1911. Saltus tuvo una relación amorosa de tres años en la década de 1890 con la heredera Aimée Crocker, confirmada en sus memorias And I'd Do It Again (1936).
Su hermanastro mayor, Francis Saltus Saltus, fue un poeta menor. Ambos hermanos están enterrados en el cementerio de Sleepy Hollow, Neava York.

## Legado
Aclamado por los escritores de su época, Saltus cayó en la oscuridad tras su muerte.
Su novela The Paliser Case fue adaptada al cine en 1920, y su novela Daughters of the Rich fue filmada en 1923.
En 1925 se publicó una biografía suya escrita por su tercera esposa, Marie Saltus, titulada Edgar Saltus: The Man. En 1968 apareció Edgar Saltus, un estudio crítico realizado por Claire Sprague.
El escritor y fotógrafo Carl Van Vechten contribuyó a convencer a la hija de Saltus, Elsie Saltus Munds, para que donara a Yale lo que hoy se conoce como los Papeles de Edgar Saltus, que consisten en treinta y ocho primeras ediciones, dos de ellas inscritas, y dieciocho cartas escritas en 1918.
Entre los escritores que lo admiraron se cuentan Oscar Wilde, quien dijo de la María Magdalena de Saltus "...un libro extraño; tan pesimista, tan venenoso y tan perfecto"; y Henry Miller, que  incluyó a Púrpura imperial dentro de las 100 mejores novelas que había leído.

## Obras
1. Biography of] Balzac (1884)
2. The Philosophy of Disenchantment (1885)
3. The Anatomy of Negation (1886)
4. Mr. Incoul's Misadventure (1887)
5. The Truth About Tristrem Varick (1888)
6. Eden: An Episode (1888)
7. The Pace That Kills (1889)
8. A Transient Guest and Other Episodes (1889)
9. A Transaction in Hearts (1889)
10. Love And Lore (1890)
11. Mary Magdalen (1891)
12. Imperial Purple (1892). Edición en español:  Púrpura Imperial; Libros de la Vorágine, Santiago de Chile, 2022 (introducción de Jason DeBoer y traducción de Guillem Gómez Sisé)
13. Madame Sapphira (1893)
14. Enthralled (1894)
15. When Dreams Come True: A Story of Emotional Life (1895)
16. Daughters of the Rich (1900)
17. Purple and Fine Women (1903)
18. The Pomps of Satan (1904)
19. The Perfume of Eros: A Fifth Avenue Incident (1905)
20. Vanity Square (1906)
21. Historia Amoris (1906)
22. The Lords of the Ghostland (1907)
23. The Monster (1912)
24. Oscar Wilde: An Idler's Impressions (1917)
25. The Gates of Life (1919)
26. The Paliser Case (1919)
27. The Imperial Orgy: An Account of the Tsars From the First to the Last (1920)
28. The Ghost Girl (1922)
29. Uplands of Dream (recopilación publicada en 1925 de 16 ensayos publicados entre 1900 y 1914)
30. The Philosophical Writings of Edgar Saltus: The Philosophy of Disenchantment & The Anatomy of Negation (2014) ISBN 978-0-988-55364-4